# Lee Jung-hyup
Lee Jeong-hyeop (24 de junho de 1991) é um futebolista profissional sul-coreano que atua como atacante.

## Carreira
Lee Jeong-hyeop representou a Seleção Sul-Coreana de Futebol na Copa da Ásia de 2015.